# Кулишов, Владимир Иванович
Владимир Иванович Кулишов (1942—2009) — российский живописец и искусствовед, член Союза художников России (с 1985 года).

## Биография
Родился 25 марта 1942 года в селе Горькая Балка (по другим данным — на хуторе Хлебороб) Новопокровского района Краснодарского края.
В 1959 году окончил среднюю школу.
В 1961—1964 годах служил в Советской Армии.
В 1968 году окончил живописное отделение Краснодарского художественного училища, (педагоги — О. В. Волошинова и Г. И. Кравченко); в 1975 году (заочно) — Ленинградский художественный институт имени И. Е. Репина Академии Художеств СССР (факультет «Теории и истории искусства», педагог — профессор С. В. Коровкевич).
Трудовую деятельность Кулишов начал в 1968 году учителем рисования и черчения средней школы № 7 в селе Горькая Балка. И через три года он переезжает в Новочеркасск, становится преподавателем Городской детской художественной школы (1971—2008), в 1977—2003 годах — её директор.
В 1975 году защитил работу «Метод работы М. Б. Грекова над батальной картиной» и получил диплом искусствоведа. Участник Всероссийских, региональных, областных художественных выставок и международной выставки (Франция, Ла Валетта-ду-Вар). Участник городских художественных выставок с 1971 года и творческой группы «Мишкинские бугры» с 1997 года.
Персональные выставки Кулишова проводились:
- Музей истории Донского казачества, совместно с Ю. В. Жульевым (г. Новочеркасск, 1988),
- Выставочный Зал Дома-музея И. И. Крылова (г. Новочеркасск, в 1992 и 2002 годах),
- Дом-музей М. Б. Грекова (г. Новочеркасск, 1997),
- Музей Современного Изобразительного Искусства на Дмитровской (г. Ростов-на-Дону, 2007),
- Атаманской дворец (г. Новочеркасск, 2007).

Как искусствовед работал над проблемами развития современного изобразительного искусства, сохранения памятников архитектуры, истории и культуры. Автор книг, многочисленных статей и очерков, опубликованных в центральной и местной прессе, в научных сборниках, альманахах, энциклопедиях, журналах, каталогах, календарях и газетах.
Умер 15 июня 2009 года в Новочеркасске.

## Звания и награды
- Заслуженный работник культуры РСФСР.
- Лауреат литературной премии им. М. О. Пантюхова (1987) и премий им. Народного художника СССР Н. В. Овечкина (1995, 2000).

## Память
- В июне 2012 года в Новочеркасске В. И. Кулишову была открыта памятная доска.

## Публикации
- Кулишов В. И. В низовьях Дона. — М.: Искусство, 1987. — 176 с. — (Дороги к прекрасному). — 150 000 экз. (обл.)
- В. И. Кулишов (автор-составитель). Новочеркасск. Город. История. Архитектура. — Новочеркасск, Дон-ЛБЛ, 1995. — 34 с.
- В. И. Кулишов (автор-составитель). Н. Н. Дубовской. Творческое наследие мастера русского пейзажа в фондах Музея истории донского казачества. — Новочеркасск, НОК, 2005. — 34 с.
- В. И. Кулишов (автор-составитель). Художник И. И. Крылов — певец донской степи. Межмузейный проект. — Ростов-на-Дону, NB, 2006. — 30 с.
- В. И. Кулишов (автор-составитель). Н. Н. Дубовской. — Ростов: Омега-принт, 2008. — 162 с. (Мастера изобразительного искусства Дона).
- В. И. Кулишов (автор-составитель). М. Б. Греков. — Ростов: Омега-принт, 2008. — 120 с. (Мастера изобразительного искусства Дона).